# Willemstad (Curaçao)
Willemstad és la capital territorial de Curaçao, una illa del mar Carib que forma un país constituent del regne dels Països Baixos. Està inscrit a la llista del Patrimoni de la Humanitat des del 1997.
La seva població a dia 1 de gener de 2008 era de 140.796 habitants. El nucli històric de la ciutat consta de dues parts: Punda i Otrobanda. Estan separats per la badia de Santa Anna, una entrada que condueix al gran port natural denominat «Schottegat».

## Història
Punda es va establir el 1634, quan els holandesos capturaren l'illa d'Espanya. El nom original de Punda originalment va ser de l'holandès "punt". Otrobanda, que va ser fundada el 1707, és la nova secció de la ciutat i es considera el centre cultural de Willemstad. El seu nom originari del papiament significa "l'altra banda". Punda i Otrobanda estan connectats pel pont Reina Emma, un llarg pont de pontons. El centre de la ciutat de Willemstad compta amb un conjunt d'arquitectura colonial que es veu influenciada pels estil holandès. El centre de la ciutat, amb la seva peculiar arquitectura de port d'entrada, s'ha convertit en un patrimoni mundial de la UNESCO. La ciutat era la capital de les Antilles Neerlandeses abans de la seva dissolució l'any 2010.